# Begoña García Piñero
María Begoña García Piñero (Cadis, 1 de març de 1976) és una exjugadora de bàsquet espanyola.
Començà practicant l'atletisme en etapa escolar, aconseguint una medalla de bronze en 3.000 m als Campionats d'Espanya infantils. Als catorze anys, s'inicià en la pràctica del bàsquet al Club Baloncesto Cadiz, on competí en les diferentes categories de formació. La temporada 1996-97 fitxà pel Club Deportivo Ensino de Lugo, amb el qual debutà a la Lliga Femenina de bàsquet i hi jugà durant sis temporades. El seu bon rendiment a la competició ocasiona que l'estiu de 2002 fos seleccionada pel draft de la WNBA per les Detroit Shocks, essent la tercera jugadora de l'Estat espanyol en participar-hi. Més endavant, jugà en diversos equips de la competició europea, el Termomecánica Spezia (2002-03) i el Reyer Venezia (2005-07) de la lliga italiana i el Nadezhda Oremburg (2008-09) de la lliga russa. A la competició estatal, jugà al Txingudi BSE en tres etapes diferents (2003, guanyant un títol de Lliga Femenina 2 i aconseguint l'ascens a la Divisió d'Honor, 2004-05, 2007-08), el Mann Filter Zaragoza (2003-04), Rivas Ecopòlis (2009-10), entre d'altres.
Internacional amb la selecció espanyola de bàsquet en setanta-sis ocasions entre 1999 i 2004, guanyant dues medalles de bronze (2001 i 2003) als Campionats d'Europa. També participà als Jocs Olímpics d'Atenes 2004, on finalitza en sisena posició, i aconseguí el cinquè lloc al Campionat del Món de 2002. Es retirà esportivament al final de la temporada 2011-12. Entre d'altres reconeixements, fou nomenada millor esportista de Galícia i Andalusia el 2002.

## Palmarès
Selecció espanyola
- Diploma olímpic als Jocs Olímpics de Beijing 2008 (6è lloc)
- 2 medalles de bronze als Campionats d'Europa de bàsquet femení (2001, 2003)